# German Football League 2001
German Football League 2001 gibt einen Überblick über die Saison 2001 der German Football League, die die 23. Saison der 1. Bundesliga/GFL war.

## Ligaaufteilung
Überblick über die teilnehmenden Mannschaften und ihren ewigen Bundesliga- bzw. GFL-Bilanzen. Im Süden rückten die Schwäbisch Hall Unicorns in die GFL auf, weil den Aschaffenburg Stallions die Lizenz entzogen wurde.
|          | Team                         | Jahre | S   | U  | N  | Heim | Heim | Heim | Ausw. | Ausw. | Ausw. | TD-Verhältnis |
| -------- | ---------------------------- | ----- | --- | -- | -- | ---- | ---- | ---- | ----- | ----- | ----- | ------------- |
| GFL Nord | Cologne Crocodiles (TV)      | 20    | 172 | 4  | 51 | 87   | 2    | 23   | 85    | 2     | 28    | 7045:3459     |
| GFL Nord | Düsseldorf Panther           | 20    | 159 | 10 | 60 | 82   | 7    | 25   | 77    | 3     | 35    | 7244:3325     |
| GFL Nord | Braunschweig Lions           | 7     | 47  | 0  | 28 | 25   | 0    | 12   | 22    | 0     | 16    | 2460:1660     |
| GFL Nord | Hamburg Blue Devils          | 6     | 43  | 2  | 23 | 26   | 0    | 9    | 17    | 2     | 14    | 1683:1251     |
| GFL Nord | Assindia Cardinals (N)       | 5     | 18  | 2  | 30 | 10   | 0    | 15   | 8     | 2     | 15    | 637:1294      |
| GFL Nord | Kiel Baltic Hurricanes       | 5     | 23  | 1  | 29 | 15   | 0    | 12   | 8     | 1     | 17    | 1402:1427     |
| GFL Süd  | Munich Cowboys               | 22    | 147 | 6  | 92 | 84   | 1    | 38   | 63    | 5     | 54    | 5970:4172     |
| GFL Süd  | Stuttgart Scorpions          | 9     | 29  | 3  | 67 | 17   | 3    | 29   | 12    | 0     | 38    | 2093:3017     |
| GFL Süd  | Franken Knights              | 5(6)  | 16  | 3  | 36 | 8    | 1    | 18   | 8     | 2     | 18    | 961:1960      |
| GFL Süd  | Rhein-Main Razorbacks        | 5     | 25  | 1  | 28 | 14   | 0    | 13   | 11    | 0     | 15    | 1232:1367     |
| GFL Süd  | Schwäbisch Hall Unicorns (N) | 3     | 8   | 2  | 22 | 6    | 0    | 10   | 2     | 2     | 12    | 429:749       |
| GFL Süd  | Saarland Hurricanes (N)      | neu   | 0   | 0  | 0  | 0    | 0    | 0    | 0     | 0     | 0     | 0:0           |

- (N) – Aufsteiger
- (TV) – Titelverteidiger

## Saisonverlauf

### Reguläre Saison
Wie schon im Vorjahr dominierten die Munich Cowboys die Südgruppe und kamen erneut ungeschlagen durch die reguläre Saison. Auch die Cologne Crocodiles, immerhin German-Bowl-Sieger des Vorjahres, konnten die Angriffsmaschinerie nicht stoppen und mussten sich zwei Mal geschlagen geben. Die Offense der Münchner erzielte insgesamt 508 Punkte, die höchste Punktzahl aller Bundesligisten im Jahr 2001. Auf dem zweiten Platz im Süden schoben sich die Stuttgart Scorpions, die sich nur den Cowboys beugen mussten und ihre Interconferencepartie in Kiel überraschend mit 20:21 verloren. Auf dem dritten Platz landeten die Rüsselsheim Razorbacks, wie im Vorjahr mit einem ausgeglichenen Punktekonto ausgestattet und sicher in den Playoffs. Ebenso wie die Schwäbisch Hall Unicorns die Playoffs erreichten, trotz eines negativen Punktekontos, aber dennoch mit einem Vorsprung von vier Punkten auf die fünftplatzierten Saarland Hurricanes. Die Aufsteiger aus Saarbrücken mussten anerkennen, dass die Luft in der höchsten Spielklasse um einiges dünner ist als in Liga zwei. Dennoch konnten sie die Franken Knights hinter sich lassen, so dass diese mit nur einem doppelten Punktgewinn in die Relegation mussten.
Im Norden übernahmen die Hamburg Blue Devils etwas überraschend den Platz an der Sonne, konnte die Insolvenz im Vorjahr nur knapp abgewendet werden. Bis zur Mitte der Saison konnten die Braunschweig Lions und die Düsseldorf Panther einigermaßen mit den Blue Devils mithalten mussten dann aber den Konkurrenten aus der Hansestadt ziehen lassen und spielten nur noch um den zweiten und dritten Platz. Hier hatten die Panther die Nase bis zum letzten Spieltag vorne, an dem es zum Showdown im Städtischen Stadion an der Hamburger Straße kam. Vor einer Kulisse von fast 15.000 Zuschauern mussten die Lions gewinnen und dabei ein 10 Punkte Defizit wettmachen um die Panther, die das Hinspiel in Düsseldorf mit 31:21 gewonnen hatten, noch vom zweiten Tabellenplatz zu verdrängen. Doch die ersten Punkte brachten die Gäste, im ersten Drive fand QB Pat Bonner seinen WR Jeromy Simms für einen 74-Yard-TD-Pass. Es sollten allerdings die einzigen Punkte für die Panther bleiben. Die Lions übernahmen das Zepter und erspielten sich eine 19:7-Führung, damit hatten sie den zweiten Platz erobert, doch die Panther hatten 11 Sekunden vor Spielende noch die Möglichkeit das Blatt mit einem Field Goal zu wenden. Doch der Versuch wurde von Rafiq Cooper geblockt. Auf dem vierten Platz kamen die Titelverteidiger aus Köln ein, dabei konnten die Crocodiles nur phasenweise an die hervorragende Vorjahressaison anknüpfen und erreichten nur ein negatives Punktekonto. Am Tabellenende fanden sich die Assindia Cardinals und die Kiel Baltic Hurricanes wieder, wobei die Essener stets einen Vorsprung vor den Hurricanes hatten, so dass diese mit nur zwei gewonnenen Spielen, in die Relegation mussten.

### Abschlusstabellen

#### GFL Nord
|    | Verein                 | Sp | S  | U | N  | TD      | Diff. | Punkte |
| -- | ---------------------- | -- | -- | - | -- | ------- | ----- | ------ |
| 1. | Hamburg Blue Devils    | 12 | 10 | 1 | 01 | 447:148 | +299  | 21:30  |
| 2. | Braunschweig Lions     | 12 | 09 | 0 | 03 | 338:230 | +108  | 18:60  |
| 3. | Düsseldorf Panther     | 12 | 09 | 0 | 03 | 413:154 | +259  | 18:60  |
| 4. | Cologne Crocodiles     | 12 | 05 | 1 | 06 | 272:286 | 0−14  | 11:13  |
| 5. | Assindia Cardinals     | 12 | 03 | 0 | 09 | 207:372 | −165  | 06:18  |
| 6. | Kiel Baltic Hurricanes | 12 | 02 | 0 | 10 | 166:434 | −268  | 04:20  |

- Tie-Breaker
  - Braunschweig vor Düsseldorf aufgrund des gewonnenen direkten Vergleichs (21:31 und 19:7).

#### GFL Süd
|    | Verein                   | Sp | S  | U | N  | Punkte  | TD   | Diff. |
| -- | ------------------------ | -- | -- | - | -- | ------- | ---- | ----- |
| 1. | Munich Cowboys           | 12 | 12 | 0 | 0  | 508:232 | +276 | 24:00 |
| 2. | Stuttgart Scorpions      | 12 | 09 | 0 | 03 | 437:195 | +242 | 18:60 |
| 3. | Rüsselsheim Razorbacks   | 12 | 06 | 0 | 06 | 428:436 | 00−8 | 12:12 |
| 4. | Schwäbisch Hall Unicorns | 12 | 03 | 1 | 08 | 266:430 | −164 | 07:17 |
| 5. | Saarland Hurricanes      | 12 | 01 | 1 | 10 | 199:478 | −279 | 03:21 |
| 6. | Franken Knights          | 12 | 01 | 0 | 11 | 201:487 | −286 | 02:22 |

### Aufstiegsrelegation
Die Herausforderer aus Berlin erwischten vor 2.862 Zuschauern im Kieler Holstein-Stadion und gingen zweimal in Führung, doch die Hurricanes, schlugen jeweils zurück und führten zur Halbzeit 21:14. Doch wieder starteten die Adler besser in die Halbzeit und wendeten das Blatt erneut, Zwischenstand 24:21. Den Kick-Off trug dann Graig Guest 80 Meter Richtung Endzone der Berliner und kippte damit erneut das Momentum zugunsten der Hurricanes. Wenig später erzielten die Canes den Touchdown zu 28:24, während bei den Adlern nicht mehr viel zusammenlief. Pascal Ritzheim interceptete Adler-Quarterback Armbruster im vierten Quarter gleich drei Mal. Und die Offense legt noch zwei Touchdowns nach, zum Endstand von 41:24.
Die Kiel Baltic Hurricanes gewannen dann auch das Rückspiel vor 1.850 Zuschauern. Mit dem 18 Punktepolster im Rücken ließen sie auch in Berlin nichts anbrennen und gingen mit einer 21:0-Halbzeitführung in die Kabinen. Auch nach der Pause waren die Hurricanes zuerst auf dem Scoreboard und erhöhten ihre Führung auf 28:0 im dritten Viertel. Erst jetzt durften auch die Adler punkten, sie kamen noch auf 22:28 heran, doch wirklich eine Chance, die Relegation noch für sich zu entscheiden, war keine vorhanden.
Im Süden waren die Franken Knights zu stark für die Marburg Mercenaries. Zuhause gewannen die Ritter locker mit 42:7 und konnten beruhigt nach Hessen reisen. Und auch dort gewannen die Knights, vor 700 Zuschauer in Marburg, sicher mit 27:14. Bereits zur Halbzeit hatten die Ritter, mit einer 20:0-Führung, die Weichen auf Sieg gestellt. Erst im letzten Quarter konnten die Marburger ihre Ehrentouchdowns erzielen.
| Liga | Heimverein             | Gastverein             | Ergebnis | Nach Quartern          |
| ---- | ---------------------- | ---------------------- | -------- | ---------------------- |
| Nord | Kiel Baltic Hurricanes | Berlin Adler           | 41:24    | 7:14; 14:0; 7:10; 13:0 |
| Nord | Berlin Adler           | Kiel Baltic Hurricanes | 22:28    | 0:14; 0:7; 14:7; 8:0   |
| Süd  | Franken Knights        | Marburg Mercenaries    | 42:7     | 7:0; 14:0; 14:0; 7:7   |
| Süd  | Marburg Mercenaries    | Franken Knights        | 14:27    | 0:7; 0:13; 0:7; 14:0   |

Sowohl die Franken Knights als auch die Kiel Baltic Hurricanes erhalten die Klasse. Die Marburg Mercenaries und die Berlin Adler verbleiben in der GFL2.

### Play-offs
Die Munich Cowboys traten, wie schon bei den Interconferencespielen, auf die Titelverteidiger Cologne Crocodiles. Und zum dritten Mal hatten die Cowboys das bessere Ende für sich, sie siegten mit 14:7. Ebenfalls zum dritten Mal in dieser Saison maßen sich die Rüsselsheim Razorbacks mit den Braunschweig Lions, und auch hier gab es zum dritten Mal einen Erfolg der Löwen, diesmal endete das Spiel in Braunschweig 29:23. Da alle guten Dinge drei sind, trafen sich auch die Hamburg Blue Devils und die Schwäbisch Hall Unicorns zum dritten Saisonvergleich und auch in diesem Duell siegten die Blauen Teufel, diesmal mit 38:0. Einzig der Südzweite, die Stuttgart Scorpions und die Düsseldorf Panther waren in der Saison noch nicht aufeinandergetroffen. Das Spiel in Stuttgart konnten die Skorpione vor 1.600 Zuschauer mit 28:14 gewinnen und damit zum zweiten Mal in ihrer Vereinsgeschichte ins Halbfinale um den German Bowl einziehen.
Die 2.800 Zuschauer im Münchner Dantestadion sahen zwei grundverschiedene Halbzeiten beim Halbfinale der heimischen Cowboys und den Gästen aus Braunschweig. Zunächst zogen die Braunschweig Lions unwiderstehlich davon und führten, durch zwei Touchdowns von Matt Riazzi und einem weiteren von Rafiq Cooper, zur Halbzeit bereits mit 21:0. Doch nach der Pause wendete sich das Blatt und die Cowboys bliesen zur Aufholjagd. Im dritten Quarter erreichte RB Eric Yuma durch einen Lauf die Lions Endzone und im vierten Quarter fand der Münchner QB Ken Suhl zunächst Michael Gallinger in der Endzone der Lions und danach Mitch Running mit einem 74-Yard-Pass. Somit stand es ca. fünf Minuten vor dem Partieende nur noch 24:21 für die Braunschweiger. Doch diesen verteidigten sie bis zum Schlusspfiff. Weniger Mühe hatten die Hamburg Blue Devils beim 33:7 gegen die Stuttgart Scorpions.
| Viertelfinale | Viertelfinale            | Viertelfinale       |    |                     | Halbfinale | Halbfinale | Halbfinale |  |  | German Bowl XXIII – Hannover | German Bowl XXIII – Hannover | German Bowl XXIII – Hannover |
|               |                          |                     |    |                     |            |            |            |  |  |                              |                              |                              |
| 1N            | Hamburg Blue Devils      | 38                  |    |                     |            |            |            |  |  |                              |                              |                              |
| 4S            | Schwäbisch Hall Unicorns | 0                   |    |                     |            |            |            |  |  |                              |                              |                              |
| 4S            | Schwäbisch Hall Unicorns | 0                   | 1N | Hamburg Blue Devils | 33         |            |            |  |  |                              |                              |                              |
|               |                          |                     | 1N | Hamburg Blue Devils | 33         |            |            |  |  |                              |                              |                              |
|               | 2S                       | Stuttgart Scorpions | 7  |                     |            |            |            |  |  |                              |                              |                              |
| 2S            | 2S                       | Stuttgart Scorpions | 7  | Stuttgart Scorpions | 28         |            |            |  |  |                              |                              |                              |
| 2S            |                          |                     |    | Stuttgart Scorpions | 28         |            |            |  |  |                              |                              |                              |
| 3N            | Düsseldorf Panther       | 14                  |    |                     |            |            |            |  |  |                              |                              |                              |
| 3N            | Düsseldorf Panther       | 14                  | 1N | Hamburg Blue Devils | 31         |            |            |  |  |                              |                              |                              |
|               |                          |                     |    | Hamburg Blue Devils | 31         |            |            |  |  |                              |                              |                              |
|               | 2N                       | Braunschweig Lions  | 13 |                     |            |            |            |  |  |                              |                              |                              |
| 1S            | 2N                       | Braunschweig Lions  | 13 | Munich Cowboys      | 14         |            |            |  |  |                              |                              |                              |
| 1S            |                          |                     |    | Munich Cowboys      | 14         |            |            |  |  |                              |                              |                              |
| 4N            | Cologne Crocodiles       | 7                   |    |                     |            |            |            |  |  |                              |                              |                              |
| 4N            | Cologne Crocodiles       | 7                   | 1S | Munich Cowboys      | 21         |            |            |  |  |                              |                              |                              |
|               |                          |                     | 1S | Munich Cowboys      | 21         |            |            |  |  |                              |                              |                              |
|               | 2N                       | Braunschweig Lions  | 24 |                     |            |            |            |  |  |                              |                              |                              |
| 2N            | 2N                       | Braunschweig Lions  | 24 | Braunschweig Lions  | 29         |            |            |  |  |                              |                              |                              |
| 2N            |                          |                     |    | Braunschweig Lions  | 29         |            |            |  |  |                              |                              |                              |
| 3S            | Rüsselsheim Razorbacks   | 23                  |    |                     |            |            |            |  |  |                              |                              |                              |

### German Bowl
Der German Bowl XXIII fand am 6. Oktober vor 23.193 Zuschauern im Niedersachsenstadion in Hannover statt. Sowohl für die Lions, als auch für die Blue Devils war es die fünfte Teilnahme, dreimal hatten die Lions dabei gewonnen, die Hamburger einmal. Zwei der Braunschweiger Siege sahen dabei die Hamburger auf der Verliererseite. Doch dieses Mal waren es die Blue Devils die das bessere Ende für sich hatten. In einem von den Verteidigungslinien dominierten Spiel ging man mit einem 7:7-Zwischenstand in die Pause. Im dritten Quarter starteten die Blue Devils besser und gingen durch ein Field Goal erstmals in Führung, die aber vom Braunschweiger WR Jörg Heckenbach gekontert wurde, der einen 42-Yard-Pass zum Touchdown vollendete. Doch die Hamburger gerieten dadurch nicht aus der Bahn und legten ihrerseits noch im dritten Viertel einen Touchdown zur neuerlichen Führung nach. Im vierten Quarter gelang den Braunschweigern dann nicht mehr viel, während die Blue Devils noch zwei Touchdowns, zum relativ deutlichen Endstand von 31:13, markierten.

#### Scoreboard
| German Bowl XXIII – Hannover | German Bowl XXIII – Hannover | German Bowl XXIII – Hannover | German Bowl XXIII – Hannover                    | German Bowl XXIII – Hannover                    | German Bowl XXIII – Hannover                    | German Bowl XXIII – Hannover                    |
| ---------------------------- | ---------------------------- | ---------------------------- | ----------------------------------------------- | ----------------------------------------------- | ----------------------------------------------- | ----------------------------------------------- |
| Team                         | Team                         | Punkte                       | Q1                                              | Q2                                              | Q3                                              | Q4                                              |
| Hamburg Blue Devils          | Hamburg Blue Devils          | 31                           | 0                                               | 7                                               | 10                                              | 14                                              |
| Braunschweig Lions           | Braunschweig Lions           | 13                           | 0                                               | 7                                               | 6                                               | 0                                               |
| Hamburg                      | Braunschweig                 | Spieler                      | Spielzug                                        | Spielzug                                        | Spielzug                                        | Spielzug                                        |
| 0                            | 7                            | Ulf Behre                    | 14-Yard-Pass von Dan Boland (PAT Marko Rothaar) | 14-Yard-Pass von Dan Boland (PAT Marko Rothaar) | 14-Yard-Pass von Dan Boland (PAT Marko Rothaar) | 14-Yard-Pass von Dan Boland (PAT Marko Rothaar) |
| 7                            | 7                            | Matt Cannon                  | 6-Yard-Lauf (PAT Timo Erbs)                     | 6-Yard-Lauf (PAT Timo Erbs)                     | 6-Yard-Lauf (PAT Timo Erbs)                     | 6-Yard-Lauf (PAT Timo Erbs)                     |
| 10                           | 7                            | Timo Erbs                    | 38-Yard Field Goal                              | 38-Yard Field Goal                              | 38-Yard Field Goal                              | 38-Yard Field Goal                              |
| 10                           | 13                           | Jörg Heckenbach              | 42-Yard-Pass von Dan Boland (PAT rechts vorbei) | 42-Yard-Pass von Dan Boland (PAT rechts vorbei) | 42-Yard-Pass von Dan Boland (PAT rechts vorbei) | 42-Yard-Pass von Dan Boland (PAT rechts vorbei) |
| 17                           | 13                           | Marico Gregersen             | 42-Yard-Pass von Matt Cannon (PAT Timo Erbs)    | 42-Yard-Pass von Matt Cannon (PAT Timo Erbs)    | 42-Yard-Pass von Matt Cannon (PAT Timo Erbs)    | 42-Yard-Pass von Matt Cannon (PAT Timo Erbs)    |
| 24                           | 13                           | Matt Cannon                  | 32-Yard-Lauf (PAT Timo Erbs)                    | 32-Yard-Lauf (PAT Timo Erbs)                    | 32-Yard-Lauf (PAT Timo Erbs)                    | 32-Yard-Lauf (PAT Timo Erbs)                    |
| 31                           | 13                           | Estrus Crayton               | 41-Yard-Lauf (PAT Timo Erbs)                    | 41-Yard-Lauf (PAT Timo Erbs)                    | 41-Yard-Lauf (PAT Timo Erbs)                    | 41-Yard-Lauf (PAT Timo Erbs)                    |